# 康斯坦丁 (杜罗河畔米兰达)
康斯坦丁是葡萄牙布拉干萨区的一个堂区。总面积22.22平方公里，总人口117人，人口密度5.3人/平方公里。